# Führerscheinnachschulung in Österreich
Unter einer Nachschulung versteht man in Österreich einen verkehrspsychologischen Kurs für verkehr- oder alkoholauffällige Kraftfahrzeuglenker oder Lenker mit sonstiger Problematik (insbesondere Suchtmittel- oder Arzneimittelmissbrauch), denen der Führerschein entzogen wurde.

## Nachschulung für alkoholauffällige Lenker
Im Rahmen der Nachschulung für alkoholauffällige Lenker sind die Ursachen, die zur Anordnung dieser Maßnahme geführt haben, zu erörtern, der Bezug des Fehlverhaltens zu persönlichen Einstellungen bewusst zu machen und die Möglichkeiten für ihre Beseitigung zu behandeln. Wissenslücken der Kursteilnehmer über die Wirkung des Alkohols auf die Verkehrsteilnehmer sollen geschlossen und individuell angepasste Verhaltensweisen entwickelt, erprobt und ansatzweise stabilisiert werden, um Trinkgewohnheiten zu ändern und Alkoholkonsum und Lenken künftig zuverlässig zu trennen. Durch die Entwicklung geeigneter Verhaltensmuster sollen die Möglichkeiten zur Selbstkontrolle gefördert werden, die die Kursteilnehmer in die Lage versetzen sollen, einen Rückfall in weitere Verkehrsverstöße unter Alkoholeinfluss zu vermeiden.

## Nachschulung für verkehrsauffällige Lenker
Ziel dieses Kurstyps ist die Herstellung eines normgerechten, sicherheitsbewussten und rücksichtsvollen Fahrverhaltens beim Kursteilnehmer, insbesondere durch Änderung der Einstellung zu anderen Verkehrsteilnehmern, durch Förderung des Risikobewusstseins und durch Entwicklung einer realistischen Selbsteinschätzung sowie durch Verbesserung der Gefahrenerkennung. Dabei soll der Kursteilnehmer dazu angeleitet werden, sich mit den persönlichen Voraussetzungen seines Fehlverhaltens auseinanderzusetzen und sich der Beziehung zwischen seinem Fehlverhalten, seiner Einstellung und seinen Persönlichkeitsmerkmalen unter Einbindung der Verhaltensbeobachtungen bei der Fahrprobe bewusst werden.

## Nachschulung für Lenker mit Drogenproblematik / Arzneimittelmissbrauch
Im Rahmen dieses Kurses sollen adäquate Verhaltensstrategien entwickelt werden, um das Lenken von Kraftfahrzeugen unter spezieller Beeinträchtigung zu vermeiden, und zwar durch Aufzeigen der Motive und Probleme für den Missbrauch, Bewusstmachen der Gefahren im Straßenverkehr durch bewusstseinsverändernde und verhaltensbeeinträchtigende Substanzen sowie Entwicklung, Erprobung und ansatzweise Stabilisierung von individuellen Lösungsmöglichkeiten für künftige Vorfallsfreiheit.

## Zulassung als Nachschulungstrainer
Als Nachschulungstrainer kommen speziell ausgebildete Psychologinnen und Psychologen zum Einsatz. Diese dürfen nur im Rahmen von Instituten, welche vom österreichischen Bundesministerium für Verkehr, Innovation und Technologie (BMVIT) anerkannt sind, Kurse abhalten. Nach derzeitigem Stand sind das folgende Institute:
- 1A Sicherheit
- AAAV – Allgemeiner Arbeitskreis Autonomer Verkehrspsychologen
- AAP – Angewandte Psychologie und Forschung GmbH[1]
- Alles Führerschein
- Fair Partner
- Führerschein – In Guten Händen bei Test und Nachschulung
- Go & Drive
- Gute Fahrt
- INFAR[2]
- Institut Vorrang
- KFV – Kuratorium für Verkehrssicherheit
- KFV – Sicherheit Service GmbH
- Sicher Unterwegs
- Wir Fahren
- Zentrum für Angewandte Psychologie GmbH[3]

## Umfang der Nachschulungskurse
Im Regelfall werden die Kurse in einer Gruppe von 6 bis 11 Teilnehmern durchgeführt. Die Kursdauer beträgt 15 Einheiten und wird meist auf vier Termine innerhalb von 22 bis 40 Tagen erstreckt. In begründeten Einzelfällen kann der Kurs auch in Form von Einzelsitzungen absolviert werden.

## Qualitätssicherung
Die verkehrspsychologischen Institute sind dem Ministerium für Verkehr, Innovation und Technologie berichtspflichtig. Vertreter dieser Einrichtungen treffen sich regelmäßig für Gespräche im Rahmen des Verkehrspsychologischen Koordinationsausschusses (VK).